# 4276 Clifford
4276 Clifford este un asteroid descoperit pe 2 decembrie 1981 de Edward Bowell.